# Kroktjärnen (Ramsjö socken, Hälsingland)
Kroktjärnen är en sjö i Ljusdals kommun i Hälsingland och ingår i Ljusnans huvudavrinningsområde.